# Gieorgij Bobrinski
Gieorgij Aleksandrowicz Bobrinski, ros. Георгий Александрович Бобринский (ur. 29 czerwca?/11 lipca 1863 w Petersburgu, zm. 7 marca 1928 w Paryżu) – rosyjski wojskowy, generał-gubernator Galicji i Bukowiny w latach 1914–1915.

## Życiorys
Ukończył szkołę przygotowawczą należącą do Nikołajewskiej Szkoły Kawalerii w Petersburgu (1879). Następnie kształcił się w 2 Konstantynowskiej Szkole Wojskowej, gdzie zdał egzamin oficerski (1883). Następnie służył jako kornet w 1 gwardyjskim pułku huzarów (1883-1886), przez przeszło rok dowodził w nim jako podporucznik szwadronem. Potem był adiutantem Ministra Wojny (1886-1904) i szybko awansował na kolejne stopnie oficerskie: porucznika (1887), sztabs-rotmistrza (1888), rotmistrza (1891) i pułkownika (1896). 26 listopada 1904 mianowany generałem i przydzielony jako oficer do specjalnych poruczeń przy Aleksieju Kuropatkinie  -głównodowodzącym wszystkimi lądowymi i morskimi siłami zaangażowanych w wojnie rosyjsko-japońskiej. Od 11 kwietnia 1905 był do dyspozycji dowodzącego 1 Armią Mandżurską. Po zakończeniu wojny japońsko-rosyjskiej przydzielony do Ministerstwa Wojny, gdzie od maja 1910 był w dyspozycji ministra. W 1910 otrzymał stopień generała-lejtnanta.

### Okres I wojny światowej
Po wybuchu I wojny światowej, 23 sierpnia 1914, oddelegowany do Kijowa do dyspozycji naczelnika zaopatrzenia Frontu Południowo-Zachodniego. Był współautorem „Tymczasowego rozporządzenia o administrowaniu terenami Austro-Węgier, zajętych według prawa wojny”. Od 5 września 1914 pełnił obowiązki generała-gubernatora galicyjsko-bukowińskiego generał-gubernatorstwa wojskowego, oficjalnie mianowany na to stanowisko 19 listopada 1914 dekretem cesarskim. Prowadził politykę skierowaną na jak najszybsze scalenie wschodniej Galicji z Imperium Rosyjskim.
Po swej nominacji w następujący sposób przedstawił planowany kierunek swojej polityki w wystąpieniu przed delegacją miasta Lwowa:

(...) wschodnia Galicja i Łemkowszczyzna z dawien dawna stanowiły rdzenną część jedynej wielkiej Rusi. Na tych ziemiach rdzenna ludność zawsze była russką, a zatem układ na tych ziemiach winien zasadzać się na pierwiastkach russkich. Będę tu wprowadzał russki język, prawo i urządzenie państwowe

Bobrinski był zdania, że Galicja Wschodnia powinna zostać anektowana przez Rosję, zaś zachodnia – wejść w skład państwa polskiego. Pojęcie Galicji wschodniej było jednak przez administrację rosyjską rozumiane szerzej niż przez władze Austro-Węgier. Planował również zniwelować polski charakter Lwowa poprzez połączenie miasta z sąsiadującymi gminami, w których dominowali chłopi ukraińscy. Plan ten w styczniu 1915 r. zaczęto wcielać w życie - kiedy decyzją Bobrinskiego włączono w obręb miasta m.in. Zniesienie, Krzywczyce, Lisienice, Zamarstynów, Małe i Wielkie Holosko, Maluchów, Laszki Murowane. Program scalenia wschodniej Galicji z państwem rosyjskim był konsekwentnie realizowany przez Bobrinskiego przez cały okres jego rządów. Nastąpił istny pogrom ukraińskich i polskich organizacji i instytucji, które utraciły możliwość dalszego działania. Szczególnie ostro zajęto się Ukraińcami. Oprócz zamknięcia redakcji gazet ukraińskich, z „Diłem” na czele, oraz wszelkich ukraińskich towarzystw i organizacji, rozpoczęły się represje wobec ukraińskich działaczy narodowych. Aresztowano i wywieziono w głąb Rosji tylko przez Kijów ponad 12 000 osób (w tym wielu księży unickich). Przedsięwziął również szereg działań, które miały sprawić, żeby wygląd nowo zdobytych terytoriów niczym się nie różnił od ziem wcześniej należących do imperium rosyjskiego. Przedstawiciele administracji okupacyjnej nakazywali likwidację symbolów władz austriackich, zawieszanie szyldów oraz nazw ulic w języku rosyjskim. Umożliwił wznowienie działalności zdelegalizowanym przed wybuchem I wojny światowej organizacjom moskalofilskim.  

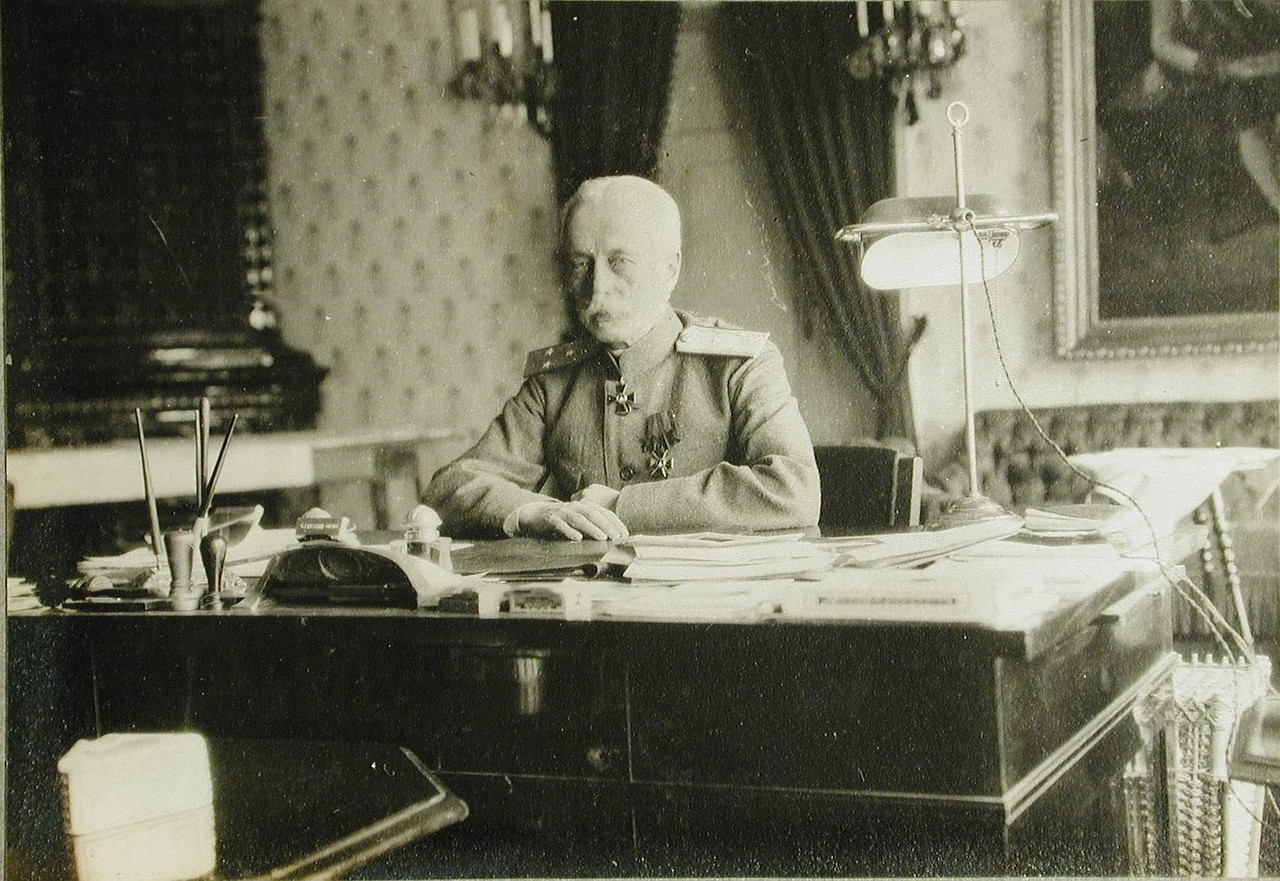
gubernator Galicji i Bukowiny Georgij Bobrinski (1915)

Był zwolennikiem siłowego nawracania grekokatolików (unię uważał za całkowicie pozbawioną przyszłości) na prawosławie, jednak w zakresie polityki wyznaniowej oficjalnie wprowadził w Galicji zasady ograniczonej tolerancji religijnej. Nie dopuszczał do ponownego obejmowania parafii przez duchownych greckokatolickich, którzy porzucili je bądź zostali do tego zmuszeni przed ofensywą rosyjską, kapłanów prawosławnych kierował do parafii unickich, w których ponad 75% wiernych zadeklarowało chęć konwersji. Działalność kierowanej przez niego administracji wojskowej Galicji znajdowała się w pewnej mierze w opozycji do aktywności zwierzchnika prawosławnych struktur w Galicji, arcybiskupa Eulogiusza, zwolennika zdecydowanej kampanii na rzecz propagandy prawosławia.W czerwcu 1915 r., w związku z natarciem wojsk centralnych mocarstw, kancelaria generał-gubernatorstwa została ewakuowana do Kijowa 14 lipca 1915 stanął na czele komisji przygotowującej nowe zasady administrowania okupowanymi terenami. W 1915 r. mianowany generałem adiutantem. 17 marca 1916 r. przeniesiony do dyspozycji dowódcy Frontu Południowo-Zachodniego. Po ofensywie Brusiłowa utworzono na okupowanych terenach Galicji galicyjskie generał-gubernatorstwo na którego czele stanął  Fiodor Triepow (młodszy), Bobrinskiego uznano bowiem za zbyt niezdecydowanego i liberalnego w zarządzaniu okupowaną Galicją. 7 lipca 1917 zwolniony ze służby na własną prośbę.

### Emigracja
W 1919 emigrował do Francji, gdzie działał w środowiskach białej emigracji rosyjskiej. Był m.in. wiceprzewodniczącym związku pamięci cesarza Mikołaja II. Zmarł w Paryżu.

## Życie prywatne
Pochodził z zamożnej rodziny posiadającej tytuł hrabiowski Bobrinskich. Syn gubernatora Sankt-Petersburga i genealoga Aleksandra Aleksiejewicza (1823–1903) i Zofii Andrejewny z domu Szuwałow (1829–1912). Miał 4 braci:  archeologa Aleksieja (1852–1927), oficera armii rosyjskiej Władimira (1853–1877), pisarza Aleksandra (1855–1890) oraz muzyka i ziemianina Andrzeja (1859–1930). Od 1885 mąż Olgi Iwanowny z domu Trubeckiej (1863–1940), mieli dwoje dzieci: Władimira (1887–1954) i Olgę (1888–1972). Jego bratem stryjecznym był skrajnie prawicowy i nacjonalistyczny polityk Władimir Aleksiejewicz Bobrinski (1867–1927), podczas I wojny światowej działacz  Karpacko-Russkiego Komitetu Wyzwoleńczego,

## Odznaczony

### Rosyjskie
Order św. Stanisława 3 klasy (1889), 2 klasy (1895), 1 klasy (1912); Order św. Anny 3 klasy (1892), 2 klasy (1899), 1 klasy (1915), Order św. Włodzimierza 4 klasy (1902), 3 klasy (1909) 2 klasy (1915), Broń Złota „Za Waleczność” (1906)

### Zagraniczne
Pruski – Order Królewski Korony 3 klasy (1892), bucharski – Order Gwiazdy Wschodzącej 1 klasy (1893), hiszpański – krzyż komandorski  Orderu Karola III (1895), brytyjski – krzyż komandorski Królewskiego Orderu Wiktoriańskiego (1896), francuski – krzyż oficerski  Legii Honorowej (1900), bucharski – Order Gwiazdy Wschodzącej 2 klasy (1902), perski – Order Lwa i Słońca 2 klasy (1903), krzyż komandorski Legii Honorowej (1907),